# Dschaba Iosseliani
Dschaba Iosseliani (georgisch ჯაბა იოსელიანი; russisch Джаба Константинович Иоселиани/Džaba Konstantinowitsch Iosseliani; * 10. Juli 1926 in Chaschuri, Georgische SSR; † 4. März 2003 in Tiflis) war ein georgischer Krimineller, Schriftsteller und Warlord. Er organisierte 1991 einen Putsch gegen Georgiens ersten Präsidenten Swiad Gamsachurdia und war von Januar bis März 1992 Staatschef Georgiens.

## Leben
Iosseliani studierte Orientalistik an der Staatlichen Universität Leningrad (heute Sankt Petersburg), schloss das Studium aber nicht ab. 1948 wurde er in Leningrad wegen Bankraubs verurteilt und saß 17 Jahre im Gefängnis. 1965 wurde er aus der Haft entlassen, ging jedoch später wegen Totschlags erneut ins Gefängnis. Insgesamt saß er mehr als 20 Jahre im Strafvollzug, entwickelte sich dort zu einer Führungsperson der sowjetischen Kriminellenkaste wory w sakone (dt. Diebe im Gesetz).
Nach seiner Entlassung kehrte er nach Georgien zurück und schloss ein Studium am Georgischen Institut für Bühnenkunst ab. Er wurde dort Professor und schrieb eine Anzahl populärer Theaterstücke.
1989 wurde er Anführer der rund 8.000 Mann starken paramilitärischen Einheit Sakartwelos Mchedrioni (dt. Georgische Reiter). Unter dem Mantel des Kampfes gegen separatistische Bestrebungen versuchten die Mchedrioni in den frühen 1990er Jahren die Kontrolle über weite Gebiete Abchasiens und Südossetiens zu erlangen. Im Februar 1991 wurde seine Organisation von Präsident Swiad Gamsachurdia für illegal erklärt. Iosseliani wurde mit weiteren Mitgliedern der Mchedrioni in Haft genommen. Er warf dem Präsidenten im Gegenzug vor, Kontrolle über die staatlichen Medien gewinnen zu wollen und politische Gegner mundtot zu machen.
Im Dezember 1991 brach Iosseliani aus dem Gefängnis aus und schloss sich mit rebellierenden Mitgliedern der georgischen Nationalgarde zusammen, die einen Putsch gegen den ersten Präsidenten des unabhängigen Georgien führten. 1992 übernahm er als Chef des Militärrates gemeinsam mit Tengis Kitowani die georgische Regierung. Iosseliani gelang es schnell, das Monopol über die georgische Treibstoffversorgung zu gewinnen. Zur politischen Stabilisierung holte er den früheren KP-Chef und sowjetischen Außenminister Eduard Schewardnadse in das erste Staatsamt.
Mitte der 1990er Jahre galt er nach Schewardnadse als der zweitwichtigste Mann Georgiens. 1995 ordnete Schewardnadse die Auflösung der Mchedrioni an und beschuldigte die Paramilitärs umfangreicher krimineller Verwicklungen. Im gleichen Jahr wurde Iosseliani wegen mutmaßlicher Beteiligung an einem Bombenattentat gegen Schewardnadse verhaftet. 1998 wurde er zu einer elfjährigen Gefängnisstrafe verurteilt.
Im Frühjahr 2000 wurde Iosseliani von Präsident Schewardnadse begnadigt. Versuche, die Mchedrioni als politische Partei unter dem Namen Union der Patrioten zu reorganisieren, schlugen fehl. Kurz vor seinem Tode kündigte er seine Kandidatur zu den georgischen Parlamentswahlen im November 2003 an. Am 26. Februar 2003 erlitt er einen Herzinfarkt und verstarb eine Woche später in einem Tifliser Krankenhaus.